# Оросі (вулкан)
Вулкан Оросі (ісп. Volcán Orosí) — недіючий вулкан у Коста-Риці, розташований у Кордильєра-де-Гванакасте поблизу кордону з Нікарагуа. Територія навколо вулкана - популярний туристичний напрямок, особливо для більш екологічно спрямованих туристів завдяки своєму біорізноманіттю, включаючи Національний парк Гуанакасте.
Вулкан Оросі має конічну форму, якщо дивитися з півночі чи заходу, але його фланги сильно еродовані. Комплекс містить Оросі, Оросіліто, Вулкан Педрегаль і Какао. Найвища вершина вулканічного комплексу — вулкан Какао заввишки 1659 м, який розташований за 5,5 км на південь від Оросі. Повідомлялося про історичні виверження з Оросі в 1844 і 1849 роках, але навіть під час перших вулканологічних спостережень наприкінці XIX ст. Оросі був вкритий великими деревами, і виверження могли насправді відбуватися з сусіднього Рінкон-де-ла-В'єха. 
У підніжжя вулкана розташована біологічна станція Мариця, яка займається водною біологією, заснована спільно з дослідницьким Центром дослідження води Страуда, Ейвондейл, штат Пенсільванія, США.